# Engelhartszell
Engelhartszell est une  commune autrichienne du district de Schärding en Haute-Autriche.

## Monument
- Abbaye d'Engelszell